# Beaulieu-sur-Dordogne
Beaulieu-sur-Dordogne es una comuna nueva francesa situada en el departamento de Corrèze, de la región de Nueva Aquitania.

## Historia
A orillas del río Dordoña, es famosa desde tiempos inmemoriales por ser meta de peregrinos y encontrarse en el centro de la villa la iglesia de San Pedro (Saint Pierre) con uno de los pórticos románicos más bellos de Francia.
El 1 de enero de 2019 pasó a ser una comuna nueva al absorber la comuna de Brivezac.

## Demografía
Según los datos aportados en la última resolución del prefecto de Corrèze, la comuna pasa a tener 1373 habitantes.

## Composición
| Comuna fusionada      | Código INSEE | Población   | Superficie (km²) | Densidad (hab./km²) |
| --------------------- | ------------ | ----------- | ---------------- | ------------------- |
| Beaulieu-sur-Dordogne | 19019        | 1299 (2017) | 8.65             | 150                 |
| Brivezac              | 19032        | 162 (2016)  | 8.24             | 20                  |